# Yuta Nakano
Yuta Nakano (født 30. august 1989) er en tidligere japansk fodboldspiller.
Han har spillet for flere forskellige klubber i sin karriere, herunder Yokohama FC og Fagiano Okayama.